# Furufjörður
Il Furufjörður (in lingua islandese: Fiordo della brocca) è un fiordo situato nella regione dei Vestfirðir, i fiordi occidentali dell'Islanda.

## Descrizione
Il Furufjörður è situato nella parte orientale della penisola di Hornstrandir, tra la baia di Bolungavík e il fiordo Þaralátursfjörður. Il fiordo è largo 3 km e si estende per 3,5 km nell'entroterra. La denominazione, Fiordo della brocca, deriva dal fatto che visto dal mare ci sono due prolungamenti rocciosi all'entrata del fiordo; su uno c'è un piccolo foro che forma una sorta di appiglio che assomiglia al manico di una brocca.
Il fiordo dista solo 6 km in linea d'aria dal Hrafnsfjörður, situato sull'altro versante della catena montuosa che lo delimita e che fa parte dei Jökulfirðir, che si trovano sulla sponda occidentale della penisola.
La spiaggia nel fiordo è costituita da sabbia bianca.

## Insediamenti
Fino al secolo scorso c'erano tre fattorie nel fiordo, ma gli insediamenti permanenti nel Furufjörður sono cessati a metà del XX secolo. Sono rimaste ancora alcune case, tra cui una grande casa di tronchi di proprietà di diversi residenti di Ísfirðir e l'adiacente rifugio di emergenza dell'Associazione per la prevenzione degli incidenti (SVFÍ) di Landsbjörg. Nelle vicinanze si trova una piccola casa di preghiera con accanto un cimitero.
Sulla riva del mare, non lontano dalla casa di preghiera, c'era la fattoria Árnabær. Gli ultimi abitanti di Árnabær vissero lì dal 1946 al 1950.
La seconda fattoria nelle vicinanze era Vagnsbær, abitata negli anni 1934-50. È situata di fronte alle rovine di Árnabær, ma Vagnsbær è stata ristrutturata e viene utilizzata per i soggiorni estivi.
La terza fattoria del Furufjörður era Bærinn á Bökkunum, abitata fino al 1944 dopo che una famiglia vi era vissuta per 17 anni.